# Shihezi
Shihezi (chinesisch 石河子市, Pinyin Shíhézǐ Shì, uigurisch شىخەنزە شەھىرى, lat. Xihənzə Xəⱨiri) ist eine direkt der Gebietsregierung unterstehende kreisfreie Stadt im Norden des Uigurischen autonomen Gebiets Xinjiang der Volksrepublik China.

## Beschreibung
Die Stadt liegt am Südrand des Dsungarischen Beckens und der Gurbantünggüt-Wüste an der Nordflanke des Borochoro-Gebirgszugs. Die Topographie ist flach und die mittlere Höhe über dem Meeresspiegel liegt bei 450,8 Metern. Der Fluss Manasi He durchfließt das Stadtgebiet in nördlicher Richtung. Verkehrsmäßig ist Shihezi an die Xinjiang-Nordbahn und an die Nationalstraße 312 angeschlossen. Das Stadtgebiet hat eine Fläche von 456,84 km². Die maximale Ost-West-Ausdehnung beträgt 19 Kilometer und die maximale Nord-Süd-Ausdehnung 36,7 Kilometer. 
Die Stadt liegt 150 Kilometer von Ürümqi im Osten und 549 Kilometer von der Grenzstadt Gulja im Westen entfernt. Shihezi weist ein typisches Kontinentalklima mit langen und kalten Wintern und kurzen und heißen Sommern auf. Wasserressourcen sind aufgrund mehrerer Flüsse, die in den Bergen entspringen, relativ reichlich vorhanden. Administrativ ist Shihezi in fünf Straßenviertel und zwei Großgemeinden eingeteilt.
Die Einwohnerzahl lag bei der Volkszählung 2010 bei 380.130. Die große Mehrheit der Bevölkerung waren Han-Chinesen und nur etwa 5,3 % gehörten nationalen Minderheiten an.
Öl-, Textil- und Nahrungsmittelindustrie sind die wichtigsten Industriebranchen in Shihezi. In der Umgebung werden Zuckerrüben und Baumwolle angebaut.
Die Shihezi-Universität ist die zweitgrößte Universität in Xinjiang.

## Administrative Gliederung
Auf Gemeindeebene setzt sich Shihezi aus fünf Straßenvierteln und zwei Großgemeinden zusammen. Diese sind:
- Straßenviertel Dongcheng (东城街道);
- Straßenviertel Hongshan (红山街道);
- Straßenviertel Laojie (老街街道);
- Straßenviertel Xiangyang (向阳街道);
- Straßenviertel Xincheng (新城街道);
- Großgemeinde Beiquan (北泉镇);
- Großgemeinde Shihezi (石河子镇).